# De wereld draait door (1989-2009)
De wereld draait door (1989-2009) is een single van De Heideroosjes. Het is een cover van Billy Joels We didn't start the fire. De single wist geen plaats in de hitparades te veroveren.
Het lied behandelt (net als het origineel) thema’s die in een bepaalde periode speelden:
- YouTube
- Patty Brard
- Kredietcrisis
- Euromunt
- Maxima
- Bezuinigen
- MTV
- TMF
- Big Brother
- LPF
- Teletubbies
- Webcam
- GSM
- Prins Claus
- BSE
- Golfoorlog
- 112
- Breezerslet
- Pukkelen
- Tsunamigolf
- We geven gul
- Tele2
- Vuurwerkramp in Enschede
- Jouw vrouw, mijn vrouw
- X Factor
- Pim Fortuyn
- Land van Laaf
- BNN met Bart de Graaff
- Internet
- Groene stroom
- Katja Schuurman
- Jan Smit
- Watersnood
- Herman Brood
- Led
- Ozon laag
- Anton Heyboer
- MySpace
- Hip en Hyves
- Idols
- Spitsstrook
- Voedselbank
- Sonja Bakker
- VVD
- PVV
- ChristenUnie
- DSB
- Goeiemoggel (reclame)
- Geer Goor
- Popstars
- Uruzgan
- Afghanistan
- Bananasplit
- Gabberhouse
- Frans Bauer
- Talpa
- Witteman
- Nieuwjaarsbrand in Volendam
- Knuffel Ruud
- Zeg eens A
- C&A
- Rookverbod
- CDA
- Val van Srebrenica
- 3FM
- Wouter Bos
- Binnenhof
- Buitenhof
- De Toppers
- Groepsseks
- Prachtwijk
- Geert Wilders
- Lowlands
- Extrema
- HEMA
- Bokito en swaffelen
- De Wereld Draait Door